# Lycosa magallanica
Lycosa magallanica är en spindelart som beskrevs av Karsch 1880. Lycosa magallanica ingår i släktet Lycosa och familjen vargspindlar. Inga underarter finns listade i Catalogue of Life.